# STARHORSE2

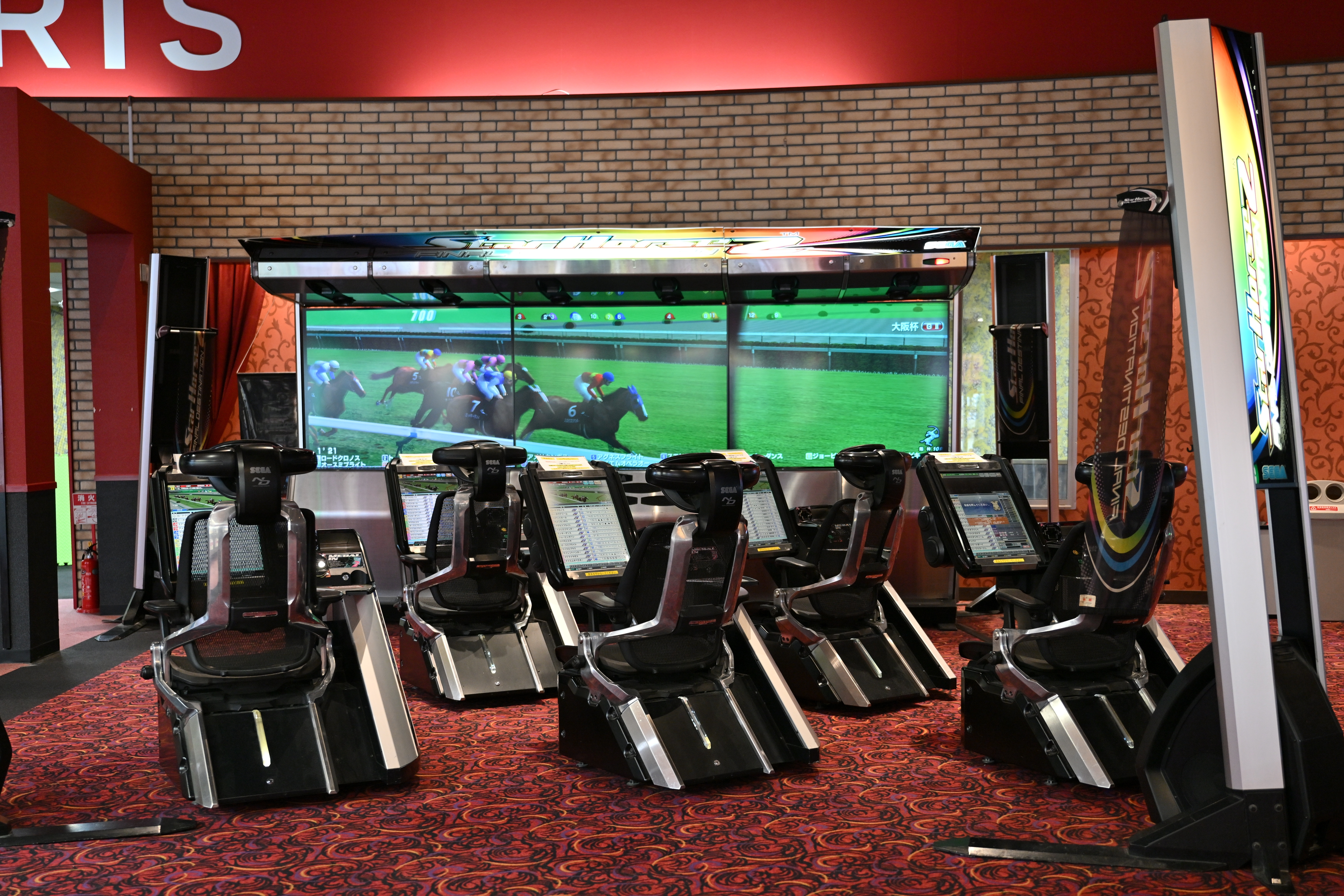
『STARHORSE2 FINAL DESTINATION』の筐体（セガ）

『STARHORSE2』（スターホースツー）とはセガ（後のセガ・インタラクティブ）のメダルゲームで、競馬ゲームとして2005年に稼動された。
シリーズ作品であり、STARHORSEシリーズでは5 - 8・10作目となる。
バージョンアップ版として次の作品が発売、稼動されている。
- STARHORSE2 SECOND FUSION（-セカンドフュージョン）：2006年11月29日より稼動開始。
- STARHORSE2 THIRD EVOLUTION（-サードエボリューション）：セガ系列店舗にて2007年8月4日よりロケテストが行われ、同年11月28日より全国へ製品展開した。
- STARHORSE2 FOURTH AMBITION（-フォースアンビション）：2008年8月29日よりロケテストが行われ、同年11月27日より稼動開始。
- STARHORSE2 FIFTH EXPANSION（-フィフスエキスパンション）：2009年11月26日より稼動開始。
- STARHORSE2 FINAL DESTINATION（-ファイナルデスティネーション）：2010年7月9日よりロケテストが行われ、同年10月27日より稼働開始。

2005年度グッドデザイン賞を受賞（商品デザイン部門）。

## 概要
- 2004年のJRAレーシングプログラムに基づき実在の芝・ダートのレースと架空の競馬場で行われるWORLD BREEDERS' CUP、合わせて77レースのうち65レースを循環させてゲームを進めている（一部のレース（例：中山金杯と京都金杯）は関東・関西交互に隔年で行われている）。なお、2歳馬限定レースは行われない。
- 全てのJRAの競馬場をCGで忠実に再現している（ただし東京競馬場はSECOND FUSIONまでは二期工事までが終了した段階の状態を再現し、THIRD EVOLUTION以降は工事が完全に終了した段階の状態を再現している。また阪神競馬場もSECOND FUSIONまでは内・外回りが分かれていない状態である。THIRD EVOLUTION以降は外回りも登場）。
- レースは8 - 14頭で行われる。ただしシミュレース（後述）では実際と同じ最大18頭で行われる。馬・騎手の名前は一部の引退した人物も含めて実名で登場する（一部外国人騎手を除く。実名なのはオリビエ・ペリエとミルコ・デムーロのみ。例：ランフランコ・デットーリ→L.デットー、レスター・ピゴット→L.ピガット、エリック・サンマルタン→E.マルタン、ダグラス・ホワイト→D.ワイト）。
- 実況は前作同様杉本清が担当（ただし、今作のために新たな音片を録音し直している）。
- ベット画面中に流れるファンファーレや本馬場入場の曲などは実際の曲が使われており（前作まで収録されていなかった宝塚記念ファンファーレも使用）、架空レースであるWBCシリーズの入場曲は布袋寅泰の曲を使用している（後述参照のこと）。
- サテライトは基本セットで10席であるが、サテライトの数は21席まで増大可能である。サテライトはリクライニングシートつきであり、長時間プレイでも疲れないようになっている。メダルの投入は『ROYAL ASCOT II』でも導入されていた自動投入装置が装備されている（ただし、構造は『ROYAL ASCOT II』とのそれとは異なっている）。また、操作画面はリクライニングにも合わせて動かすことができる。
- 落馬・馬体故障・予後不良・競走中止・出走取消・競走除外・失格・降着・同着は存在しない。
- 育成ゲームでの継続的なプレイのため、育成ゲーム専用のICカードを利用した情報保存システムを採用している。
  - 『STARHORSE PROGRESS』および『PROGRESS Returns』以前からのデータの引継ぎはできない。
  - カードには50度数あり、0になるとカードを新しくする必要がある。度数は1日につき1回以上使用するごとに1つ減る。同じ日にカードを抜き差ししても度数は減らない。
  - 購入したカードはどの店舗においても利用できるが、一度使用を開始したカードについては、当該店舗のみでしか利用できない。
  - カードのデータは最後に使用した日（出走しなくてもよい）より60日間（店舗によっては90日間）まで有効。
- GI・JpnI以上のグレードレースに優勝した場合、結果発表時にごく稀に騎手名のコールが起こる時がある（プレイヤー所属の騎手は上位人気の場合）。騎手によってはセカンドネームでコールする場合がある。
- メインモニターは三菱電機製を採用（『STARHORSE3』初期型筐体も同型を使用）。筐体に使用されているメインモニターのサポートは2015年12月末も以って終了した。2016年1月以降におけるメインモニターのサポートは、三菱電機製の別製品の新品モニターか、三菱電機製の中古品モニターにそれぞれ交換する修理対応となっていたが[1]、2017年3月31日を以って、修理サポートが完全に終了した[2]。
- 2012年9月30日を以ってネットワークサービスが終了した。

### NEW GENERATIONからSECOND FUSIONへの変更点
- レース映像がサテライトにも表示される。
- サテライトにて、自厩舎の騎手視線・サイドにて一時的に購入した馬の騎手でも見られる事ができる（新SHアイテム「アングル」を買う事によって表示される）。
- シミュレースと殿堂馬レースのみ最大18頭立てとなる。
- シミュレースは週末のJRA重賞レース（障害を除く）のシミュレーションを行う。このレースに限り自己生産馬の出走登録はできない。また週末には実際の枠順・前売りオッズも反映される。
- 殿堂馬レースはプレイヤーの登録した殿堂馬のみのレースとなる。レースは実在のJRA古馬G1レース+凱旋門賞のいずれかがランダムで選択される。賞金順により最大18頭まで出走される。8頭に満たない場合はコンピュータ内の馬が登録される。出走料は無料だが、賞金はメダルではなくSHで支払われる。
- 1995年のクラシック世代を削除する替わりに2005年クラシック世代を追加、ディープインパクトなどが登場。
- 2006年度のJRAレーシングプログラムに変更、ヴィクトリアマイル・阪神カップなどが新設。
- 凱旋門賞が登場。出走条件はG1を勝った馬であること。なお、ショートカットは2段階で行われている。
- 携帯・PCとの連動サイト「STARHORSE.NET」が登場、ここでしか見ることのできないデータやアイテムなどが登場。
- 『NEW GENERATION』からのアイテム、権利、SHが引き継がれる。
- ランキングは『SECOND FUSION』で生産・継承したもののみ反映される（『NEW GENERATION』ランキングは削除）。主戦場（店内）でのランキングと全国でのランキングがある。但し2:00〜7:00に発生した記録は除外。
- フォーメーションベットが可能になる。
- サイドにてベット枚数・賞金を最高10倍まで上げることができるマルチサイドが追加。
- 「厩舎Lv」が新しく導入。出走レース結果でポイントの増減がある。
- ウイニングラリーの復活（ただし達成時は賞金ではなくSHの支給）。
- SHショップでチークピーシーズやパシファイヤーといった新たなアイテムが追加された。
- プレイヤー所有馬の出走していないWBC（SWBC除く）ではショートカットがかかるようになった。なお、このショートカットはWBC TURFでは2段階で行われている。

### SECOND FUSIONからTHIRD EVOLUTIONへの変更点
- 育成モードに「おすすめ」ボタン配合の導入。
- STARHORSE PROGRESSで導入されたウイニングラリーが（賞金が支給される形として）復活。また馬券をベットすることによりスタンプカードのポイントが貯まり、スタンプカードを完成させるとウイニングラリーで任意のレースを勝利したことにすることができる。グレードにより必要な枚数が変わる。
  - 現状では一日に獲得できるスタンプの最大数は4つで1個目はその日のプレイヤーの馬券ベットの総枚数が100枚に達すると獲得できる。2個目は1000枚、3・4個目は10000枚となる。30個のスタンプが溜まると1枚のスタンプカードが完成する。なお、SWBCを勝利した事にするには10枚のスタンプカードが必要である（スタンプカードによりラリーを制覇した場合は、その後任意のレースで勝利しないとラリーの賞金が獲得できない）。
- 競走馬・騎手の引退時に行われる質問やウイニングラリーを制覇した際の獲得SHが大幅に増加。
- STARHORSE.NETに登録したカードでログインするとSHマイレージを獲得。SHマイレージはSTARHORSE.NETのミニ蹄鉄として交換可能。
- 海外レースにキングジョージと香港カップが追加。なお、ショートカットは、キングジョージでは2段階で行われている。
- 海外GI・SWBCは2着でもWBCに無料招待されるようになった（招待状の色はGI・SWBC勝利と同じ青紙）。それに伴い、ショップで購入できるWBC出走権の出現条件も国内GI2着に変更されている。
- WSJSの出走条件がGI（JPNI含む。以下同様）未勝利馬へ変更。
- ライドに「単勝ライド」と「グループライド」が登場。ペイアウト率も100%固定となる。ハーフライドを選択した場合ベットできる場所が2点に増える。但しグループライドに両方ベットすることはできない。
- マルチサイドに0.5倍が登場。
- シミュレースが一部変更、通常のシミュレースに加えてプレイヤー所属馬も出走可能なVSシミュレースが登場（WBCC後）。さらに、シミュレース対象レースがラリー対象レースなら1クールで2回のチャンスがめぐってくることとなる。
- レース登録した馬のみ通常調教とは別に「追切」が登場。
- 調教・飼葉におすすめボタンが追加。
- 2006年のクラシック世代が追加。メイショウサムソンなどが登場。
- 2007年のJRAレーシングプログラムに変更。阪神競馬場も改修後のコースとなった。
  - 追加：アンタレスステークス・エプソムカップ・関屋記念
  - 削除：アーリントンカップ
- 『SECOND FUSION』で品切れとなったアイテムは移行時に全て購入可能となる。
- 新規でカードを購入してプレイした場合（厩舎登録後）、無料で持ち馬・所属騎手が各々1頭・1人作成可能。
- 新たなアイテムに「ガース」「トウラク」「手綱」が追加。
- 所持SHが50万以上・100万以上で専用アイテムなどが登場する「セレブクラブ」が登場。一度規定のSHに達すればその後SHが減っても降格することはない。
- STARHORSE.NETで店舗のレース開催情報が閲覧可能になった。但し、リアルタイムのレースではないので、注意が必要である。
- 『SECOND FUSION』で出現させていないアイテム（種馬・メンコ・厩舎立替等）は『THIRD EVOLUTION』に移行後、若干本来のノルマより緩和されて出現する【例：SECOND GI10勝→THIRD GI7勝】。
- 香港の店舗から全国ランキングに新規參入（3rd：東京都で表示、4th以降：香港で表示）。ただし、JRAの実在レースと関連の機能（シミュレースなど）が削除、STARHORSE.NETが利用不可能。

### THIRD EVOLUTIONからFOURTH AMBITIONへの変更点
- 2008年のJRAレーシングプログラムに変更。それに伴いジャパンカップダートは阪神開催へと変更された。
- 2007年のクラシック世代が追加。ウオッカ、ダイワスカーレットなどが登場。
  - 大井競馬場・帝王賞新設（出走条件・古馬）。
  - エプソム競馬場・イギリスダービー追加（出走条件・重賞勝利3歳馬）。
    - よって欧州三冠（英ダービー・キングジョージVI世&QES・凱旋門賞）が可能になった。
- GI（JphI）勝利で、スクラッチカード獲得をする。
  - SHやベットポイントなど様々な特典が当たる。
- キャンセルモード搭載。
  - 設定により通常のキャンセルとは異なり、ベットするのと同じような操作方法でベットを取り消し可能（サイドは不可）。
- 所属馬サイド機能搭載。
- 暗証番号ロック機能追加。
  - 悪戯や誤操作防止の為任意で引退・継承の際暗証番号が必須となる。
- プレミアカップ新設。
  - 店内暫定ランキング32位以内に入賞で全国大会への挑戦が可能となる。
  - 全国大会決勝で優勝すると、後日セガから優勝店舗に優勝馬のゼッケンが贈られる。

#### FOURTH AMBITION メイクライド実装
- プレミアカップ優勝店舗・決勝進出店舗（このバージョンアップより決勝進出店も追加）の特典
  - ゲーム時のSH獲得量増加
  - SHショップ割引特典
  - 種牡馬・繁殖牝馬特典
- メイクライド実装

#### FOURTH AMBITION タッチパネル不具合バージョンアップ
メイクライド実装のバージョンアップ時に、タッチパネルの操作効率が低下したため、4店舗でロケテストをしていたが不具合が解消をし全国の製品へ対処後のバージョンアップされた。

#### FOURTH AMBITION メダルバンク
- メダルバンクとリンクをしメダルの出し入れができるようになった。
  - サテライトに座ってメダルをクレジットに移したり、預け入れが可能となる。但し、店側が設定している上限枚数（設定されている場合）及び引出制限（回もしくは枚）数を超えての利用はできない。

### FOURTH AMBITIONからFIFTH EXPANSIONへの変更点
- 2008年のクラシック世代が追加。ディープスカイなどが登場。
- ナド・アルシバ競馬場・ドバイワールドカップの追加（出走条件・GI勝利古馬、1着賞金1500枚）。
  - 凱旋門賞の1着賞金も1500枚に引き上げられた。
- カードログイン時に10枚のメダルを支払えば、おみくじの結果により様々なアイテム（メダルやSH）が当たる。
- レーシングプログラムの変更（2008年準拠）。
- 育成の賞金変更（安田記念400枚→500枚など）。
- KジョージVI&QESと香港カップの出走条件の緩和（〜4th：GI勝利馬→5th：重賞勝利馬）。
- 新馬券タイル実装。
- 応援系飼葉の出現条件が改められた。
  - 4thまで他サテライトより自厩舎馬に対して賭けられたクレジット数に対してミルク〜カクテルまで出現していたが5thではレースグレードに応じ、且つ上位人気に推された場合のみ出現。他サテライトのベットの有無は関係ない。
- 一定確率で季節別の飼葉が"特選飼葉"に変化したり、利損系の飼葉も効果2倍の"ダブル飼葉"に変化する。
  - 例：特選キャベツ・焼酎ダブル等（当然、消費メダル料も増加する）。
- レース新設（ダイヤモンドステークス、マーチステークス、中日新聞杯、鳴尾記念）。
- レース廃止（東京新聞杯、シルクロードステークス、函館記念、関屋記念）。
  - ウイニングラリーで、上記の廃止レースで獲得した勝利マークは上記の新設レースに振り替えられる。
- トレセン機能実装。自動で調教を行うことができる（5、10、15Rから選択可能）が、あらかじめ指定された枚数を支払う必要がある。
- 牧場拡張（自己馬最大所有頭数は6頭に増加）。
- COM馬にサイドベットしてその馬が勝利した時に、自厩舎馬で未勝利のレースを勝利した事になる場合がある（高倍率でサイドすればするほどその確率は上がる。またその権利が発生した場合通常サテライト番号を表示する枠の色が緑→紫に変化する）。
- STARHORSE.NETユーザーを対象にしたラッキー馬主制度開始。

### FIFTH EXPANSIONからFINAL DESTINATIONへの変更点
- レンタル馬主機能追加（カードなしでの一定期間馬主になることが可能、カードを持っていればアイテム及びウイニングラリーの勝利マークを獲得）。
- ドバイワールドカップの競馬場がナドアルシバからメイダンに変更（併せて馬場もダートからオールウェザーへ）。
- カラーズ（枠3連単（複））が追加。
- ディスティニーチャレンジ（ジャックポットシステム）搭載。
- 馬メモ搭載（これまで覚える必要があった、所属馬の適性が記録できるようになった）。
- 殿堂馬レースの最大出走回数が50回に制限された。一方で、これまでは使用できなかった、バージョンアップ前の各バージョンで登録された殿堂馬･殿堂騎手の使用が可能になった。
- プレミアカップにも、前バージョン以前で登録された殿堂騎手の使用が可能となった。
- 任意で発走ランプ・脚色ランプの設定が可能。
- ラリー獲得レースかどうかのアイコンがレース登録画面に表示。
- 俗にガリ・デブといった適正馬体重とはかけ離れた馬がレースに出走し、その結果に応じて本来出る飼葉が出なくなる等、ペナルティが設けられた。
- みやこステークス（GIII）が追加。武蔵野ステークスと交互に出現。
- 1998年クラシック世代を削除する替わりに2009年クラシック世代を追加、馬ではブエナビスタやロジユニヴァースを、騎手では藤岡康太や田中博康などが追加。
- 2010年に実施されたJRA重賞の本馬場入場曲変更に伴い、当該レースのベットタイムで流れる楽曲が全て変更になっているほか、それ以外の一部レースでも後述のとおりベットタイムの楽曲が変更になっている（ただしいずれもファンファーレは従来のまま）。

## ゲーム内容
馬券ゲーム、育成ゲームの2つを同時に楽しむことができる。

### 馬券ゲーム
- 単勝、複勝、枠連、馬連、馬単、ワイド、3連複、ライド、サイド、タイル、カラーズの10タイプの馬券からなり1.0 - 9999.9倍（馬単と3連複は99999.9倍）まで表示される。
- 日本競馬新聞協会7紙（勝馬、ケイシュウNEWS、競馬ブック、競馬研究、ホースニュース・馬、ダービーニュース、日刊競馬）の協賛を得て（ホースニュース・馬は現在は廃刊となっているが、廃刊後に発売されたバージョンでベット画面で登場する広告の掲載がなくなったのみで引き続き予想印は打たれている）、予想の印がセガスポ（スターホース独自の競馬新聞）と合わせて打たれている。
- ライド、サイド、タイル、カラーズはスターホースだけのオリジナル馬券である。

#### ライド
- 前レースの配当を全て（最高9999クレジット）または半分（小数点以下切り捨て）を上限までベットすることができる。ハーフライドにした場合、2か所にベットすることが可能（但しメイクライドを除く）。
  - 単勝ライド、複勝ライドは単勝、複勝と同じルールであるが、オッズが小数点以下第3位まである。
  - グループライドは内枠・外枠の2グループで分け、1着馬が含まれるグループが的中となる。単勝ライドをグループ化したものといえる。どちらか1点のみベットでき、ハーフライドで両方にベットはできない。
  - メイクライドは任意の馬を複数選択し、1着馬が含まれれば的中。オッズが1.100を下回る組み合わせは選択不可。
  - ペイアウト率が100%であるため、馬券ゲームのなかで有利な馬券といわれている。
    - 因みにペイアウト率とはいわゆる「払戻率」の事で、スターホースでは「賞金総額÷サイドの枚数の総和×100」によって計算される。ただし賞金総額の低いレースでは設定よりも低い数値で出るのでWBCなどで計算するのが望ましい。そして1からこの数値を取ったものが、公営ギャンブルなどのいわゆる「控除率」となる。
    - 『THIRD EVOLUTION』以降ではライドのペイアウト率が100%固定になったため、「普通の単勝の倍率÷単勝ライドの倍率×100」でも計算可能。

#### サイド
- 他のプレイヤー以外の馬に表示されている（プレイヤー本人の出走馬およびオッズ一覧には表示されている）枚数を支払い、その馬が3着以内に入ると馬主ゲームと同じ配当・SHが貰える。自分の出走馬をサイドすることもできる。ベットの倍率を指定でき、0.5倍から10倍まで可能。ベットした場合キャンセルは不可。
  - 所有権は1レースにつき自分の出走させている馬と合わせて2頭までとなっている。
  - サイドしたときの効果音が通常時と異なって勝利した場合、そのレースの育成ゲームでのウイニングラリーで勝利したものとみなされる。倍率が高いほどその可能性も高くなる。
  - 殿堂馬レースを含めて自分の出走馬にサイドすることも可能。

#### タイル
任意の1頭を選びベットすれば決められたオッズテーブルを上昇し、3着までに入賞すれば配当がある変則的な馬券（最高配当：10000枚。但しその馬の圧倒的人気等で上がる為に必要な枚数が莫大なものになったり、場合によってはベットした枚数より1着配当が少ない場合も当然起こりえる）。ベットした場合キャンセルは不可。

#### カラーズ
枠番号が書かれた3つのスロットが回り出し、BETボタンをタッチするとスロットが停止する。
- 1組につきメダル5枚が必要で一度に40組（必要メダル200枚）まで回す事ができる。1レースで最大2000組までベットが可能。尚、一度ベットした場合のキャンセルは不可。
- 1着、2着、3着の組合せで一致した場合は枠3連複的中となり、メダル100枚を獲得できる。スロットの左から1着→2着→3着の着順通りの枠番号が一致すると枠3連単的中となり、出走頭数×100枚と枠3連複の100枚を合わせたメダルを獲得できる。
- カラーズが的中した場合はデスティニーチャレンジへのスタンプを獲得する（特に枠3連単的中の場合はスタンプを一度に複数個獲得する可能性もある）。

#### デスティニーチャレンジ
- 競馬新聞画面右上に表示されているスタンプが20個貯まると次のレースからデスティニーチャレンジに突入する。
- スタンプはライドを除く馬券を的中する事で獲得できる場合がある。一度に複数個獲得する事もあり、馬券の払い戻し枚数が多い程、可能性が高くなる。カラーズが的中した場合は最低1個確実に獲得できる。
- デスティニーチャレンジに突入すると枠番号が書かれたスロットが回転し、STOPにタッチすると停止する。出た枠番号の馬が1着になればステージクリアとなり次のステージに進出できる。
- STAGE1では4つの枠番号スロットが出現。ステージクリアでSTAGE2へ進出。失敗なら通常ジャックポットメダル（一律100枚）獲得で終了。
- STAGE2では2つの枠番号スロットが出現。ステージクリアでSTAGE3へ進出。失敗ならブロンズジャックポットメダル獲得で終了。
- STAGE3では1つの枠番号スロットが出現。ステージクリアでゴールドジャックポットメダル獲得で終了。失敗ならシルバージャックポットメダル獲得で終了。
- ゴールド、シルバー、ブロンズの各ジャックポットはプログレッシブで上昇（最大99,999枚）。枚数はメイン画面のパドックで表示される。各サテライトでの競馬新聞画面のオッズにタッチする事でも確認できる。
- デスティニーチャレンジ参加中のプレイヤーがいる場合はレース中にメイン画面で参加中のプレイヤーのサテライト番号、ステージ番号、抽選された枠番号が表示される。
- ゴールド、シルバー、ブロンズの各ジャックポット獲得プレーヤーが出た場合はメイン画面の払い戻し画面でジャックポットの種類、獲得枚数、サテライト番号、厩舎名が表示される。又、各ジャックポット枚数も減少する。

尚、このデスティニーチャレンジ挑戦中・ゴールドジャックポット獲得時はこのタイミングでしか出ない特殊な飼葉が出る。

### 育成ゲーム
競走馬と騎手を育成する。競走馬のみを育成することも可能である。
- 競走馬は初期状態では4頭まで保有でき1レース毎に1頭のみ調教・出走可能で、厩舎時間120週を迎えると引退となる（放牧期間は120週中にカウントされない）。
- 競走馬作成では今作品になり引退させた自己生産馬・堅実型・平均型・一発逆転型とカテゴリ別に表示される。
- SHで株を買うことにより配合できる馬も存在する。
- 騎手は初期状態では1人のみ雇う事ができ、200レース騎乗すると引退となる。
  - 男性騎手は黒字、女性騎手は赤字で表示する。
  - 訓練を積む事やレースに勝利する事により得意な脚質を覚えていき、G1を勝つとスターホース選考委員会（架空の団体である）よりWORLD SUPER JOCKEYS SERIES（通称「WSJS」）への招待状を獲得することがある。またゲーム終了後最大5レースまで他の厩舎からの依頼を受け付けることができる。
- WSJSについて
  - プレイヤー所属の騎手が出場しないWSJSは、表彰式・結果発表が省略される。
  - WSJS出場確定条件はG1を1勝で1P、WBC1勝で2P、SWBC1勝で5Pのポイント制で5ポイント獲得することである。
  - 前回WSJS3着以内に入着すると、次回開催の招待状をSHで購入できる。
  - 上記以外にも特別に出場できる場合もある。招待条件の詳細に関しては公式サイト参照のこと。

### SH
ゲーム内の通貨単位であり、貯めることによって様々なアイテムを買うことができる。
- 馬券
  - 10ベットごとに1SH
  - 10WINごとに1SH（1ゲームで最大10000SHまで）
- 賞金
  - 所有馬・騎手・サイド・タイル獲得賞金1ごとに1SH
  - 競走馬・騎手が引退する際、その馬・騎手に関するクイズに答える。正解数に応じて獲得SHが変わる。
- 特別ボーナス
  - 騎手がWORLD SUPER JOCKEYS SERIES優勝で10000SH
  - 秋のチャンピオンロード3連勝（1頭で天皇賞（秋）・ジャパンカップ・有馬記念を3連勝）で10000SH
  - 牝馬GI完全制覇（1頭で桜花賞・優駿牝馬・秋華賞・エリザベス女王杯・ヴィクトリアマイル制覇）で10000SH
  - WBC四冠（1頭でWBC SPRINT･MILE･CLASSIC･TURF制覇）で10000SH
  - WBC完全制覇（1頭でWBC SPRINT･MILE･CLASSIC･TURF･SUPER WBC制覇）で20000SH
  - 3歳牝馬三冠（1頭で桜花賞・優駿牝馬・秋華賞制覇）で30000SH
  - 3歳牡馬三冠（1頭で皐月賞・東京優駿・菊花賞制覇）で50000SH
  - 欧州三冠（1頭でイギリスダービー・キングジョージ6世&クイーンエリザベスステークス・凱旋門賞制覇）で20000SH
  - ウイニングラリー制覇でメダルを獲得した際、獲得メダル×10SH
  - デスティニーチャレンジで通常ジャックポット獲得で1000SH
  - デスティニーチャレンジでブロンズジャックポット獲得で5000SH
  - デスティニーチャレンジでシルバージャックポット獲得で10000SH
  - デスティニーチャレンジでゴールドジャックポット獲得で50000SH
- 買えるアイテム
  - メンコ、ブリンカー、シャドーロール、バンテージ、種牡馬・繁殖牝馬株、騎手の服装、髪型、ガッツポーズ、厩舎の増築（調教・出走できる馬の数や雇える騎手の数が増える）、厩舎に住まわせるペット、WBC出走権など。

他にも、STARHORSE.NETだけでしか入手できないアイテムも多数存在する。

## STARHORSE.NET
携帯電話及びパソコン専用の有料サイトであり、2006年11月にSECOND FUSIONの発売とほぼ同時に開設された。このサイトでは実際の育成ゲームよりも簡略化されたミニスタホや自己のカードを登録しこちらで得たアイテムを筐体で使う、店舗の稼動状況の把握（更新頻度は少なく、リアルタイムに空席、開催レース確認できるものではない）・ランキング閲覧など様々なことが行える。
後に月額料金をアップする代わりに、クラスに応じて重賞チャレンジで使用できる所持通貨額の上乗せ・毎月貰えたり、蹄鉄の個数UP・ショップや蹄鉄交換所で値引きされて販売・交換できる等の特典がある"バリュー会員"・"デラックス会員"を創設。
『STARHORSE2』版STARHORSE.NETは2014年3月31日5時を以って終了した。

### ラッキー馬主
STARHORSE.NETユーザーを対象に、毎日200人が1週間のラッキー馬主に当選する。特典として以下の待遇が受けられる。
- 種牡馬・繁殖牝馬を品切れなく買える
- SHショップ半額
- BET・WIN時の獲得SHが5倍
- 馬、騎手引退時のクイズでの獲得SHが2倍
- 特殊飼葉の出現率アップ
- BETで獲得するスタンプが2倍
- ラッキー馬主専用アイテム出現

## STARHORSE2 公式ブック
STARHORSE2 THIRD EVOLUTION 攻略データブック
2008年3月28日にSTARHORSE史上初の攻略本となる『攻略データブック』が発売された。内容としては育成・調教・飼葉の鉄則や馬の能力・状態・種牡馬&繁殖牝馬情報・アイテム効果&出現条件・ライバル馬などや杉本清アナウンサーからのレア実況情報、本人からメッセージも掲載されている。STARHORSE.NET会員用の繁殖牝馬アイテム「シーザリオ」のチケットが封入された。
STARHORSE2 FOURTH AMBITION アルティメット・ガイドブック
2009年4月16日発売。ISBN 978-4-7577-48828。特典：種牡馬 タニノギムレットがSTARHORSE.NETに入会していると使用可能になる。
STARHORSE2 FOURTH AMBITION 攻略データブック
2009年4月16日発売。ISBN 978-4-7973-54584。特典：種牡馬 グラスワンダーがSTARHORSE.NETに入会していると使用可能になる。
STARHORSE2 FIFTH EXPANSION 配合マスターガイド
2010年1月29日発売。ISBN 978-4-047263567。特典：種牡馬 チチカステナンゴがSTARHORSE.NETに入会していると使用可能になる。
STARHORSE2 FIFTH EXPANSION 配合データブック
2010年2月1日発売。ISBN 978-4-797358346。特典：繁殖牝馬 プリモディーネがSTARHORSE.NETに入会していると使用可能になる。
STARHORSE2 FIFTH EXPANSION アルティメットガイド
2010年4月22日発売。ISBN 978-4-047265707。特典：繁殖牝馬 ブルーメンブラッドがSTARHORSE.NETに入会していると使用可能になる。
STARHORSE2 FINAL DESTINATION 配合データブック
2010年12月22日発売。ISBN 978-4-797362183。特典：繁殖牝馬 コイウタがSTARHORSE.NETに入会していると使用可能になる。
STARHORSE2 FINAL DESTINATION アルティメットガイド
2011年4月7日発売。ISBN 978-4-047272767。特典：繁殖牝馬 シルクプリマドンナがSTARHORSE.NETに入会していると使用可能になる。

## ベットタイムBGM
- SUPER WBC
  - 「Time To Say Goodbye」 歌：サラ・ブライトマン 作詞：フランチェスコ・サルトーリ 作曲：ルーチョ・クアラントット
- WBC SPRINT
  - 「DOBERMAN」 作曲：布袋寅泰
- WBC MILE
  - 「BELIEVE ME, I'M A LIAR」 作曲：布袋寅泰
- WBC CLASSIC
  - 「BATTLE WITHOUT HONOR OR HUMANITY」 作曲：布袋寅泰
- WBC TURF
  - 「FROZEN MEMORIES」 作曲：布袋寅泰
- 凱旋門賞
  - 「ボレロ」 作曲：ラヴェル
- キングジョージ
  - 「希望と栄光の国」 作曲：エルガー（FOURTH AMBITIONから登場のイギリスダービーのロケテスト版で使用）
- 香港カップ
  - 「ウィリアム・テル」 作曲：ロッシーニ
- イギリスダービー
  - 「ラデツキー行進曲」 作曲：ヨハン・シュトラウスI世
- ドバイワールドカップ
  - 「軽騎兵序曲」 作曲：フランツ・フォン・スッペ

※FINAL DESTINATIONでは、一部レースで以下のように楽曲変更されている。
- WBC SPRINT
  - 「Sparking Plug」 作曲：Daita
- WBC MILE
  - 「The Core」 作曲：Daita
- WBC TURF
  - 「PSYCHO DISCO」 作曲：布袋寅泰
- ドバイワールドカップ
  - 「仮面舞踏会」 作曲：アラム・イリイチ・ハチャトゥリアン